# Flughafen Den Helder

i8
i11
i13
Der Flughafen Den Helder (IATA-Code: DHR, ICAO-Code: EHKD), auch De Kooy Airfield genannt, ist der Flughafen der Stadt Den Helder. Er liegt in der Provinz Nordholland in den Niederlanden und wird sowohl militärisch (Maritiem Vliegkamp De Kooy) als auch zivil genutzt.

## Geschichte
Das Marineflieger-Flugfeld De Kooy wurde 1918 gegründet und wurde Heimat von landgestützten Flugzeugen der Koninklijke Marine. Diese hatte hier Jäger, Jagdbomber, Aufklärungs- und auch Schulflugzeuge stationiert

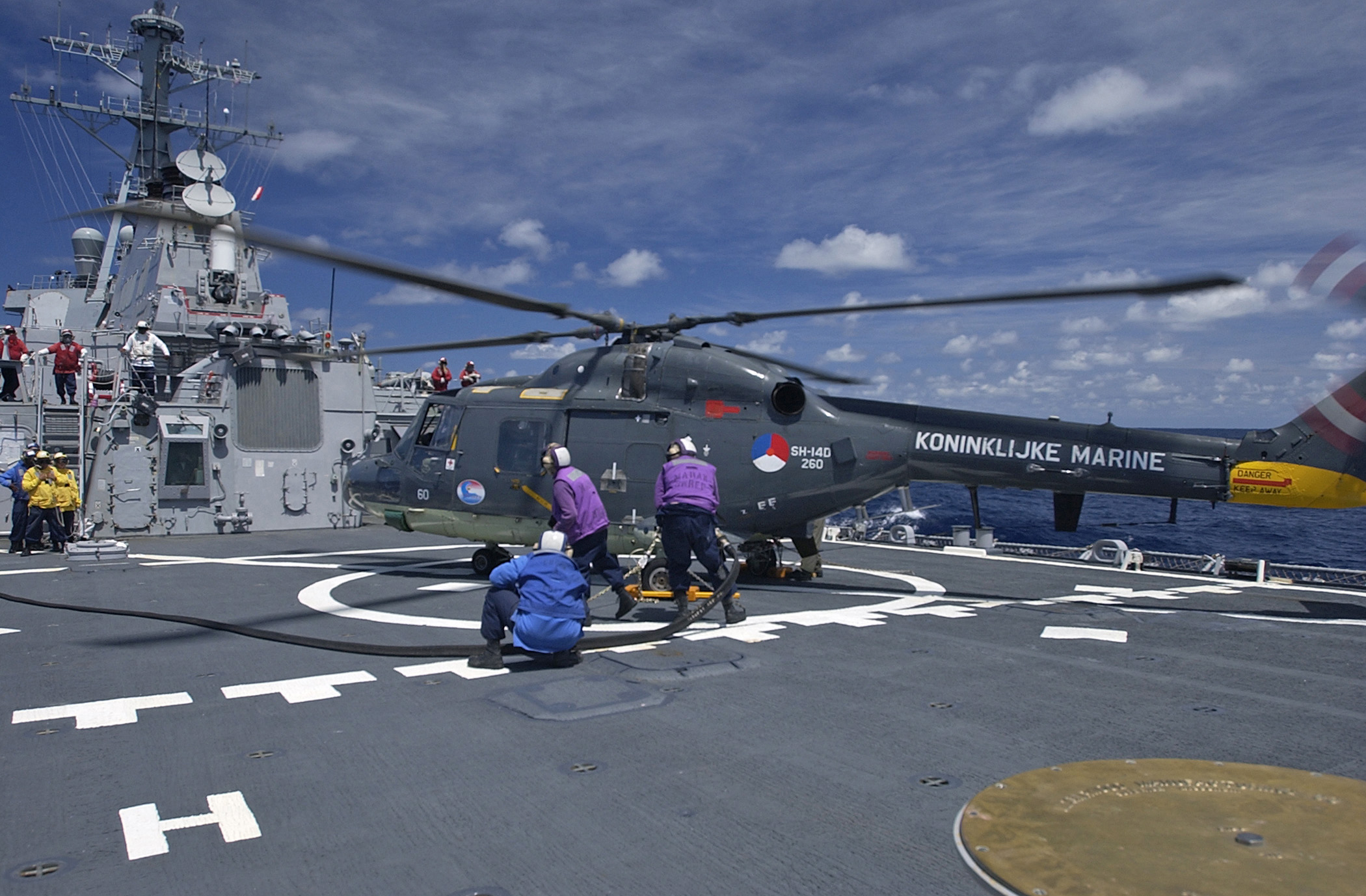
Eingeschiffter Lynx aus De Kooy, 2007

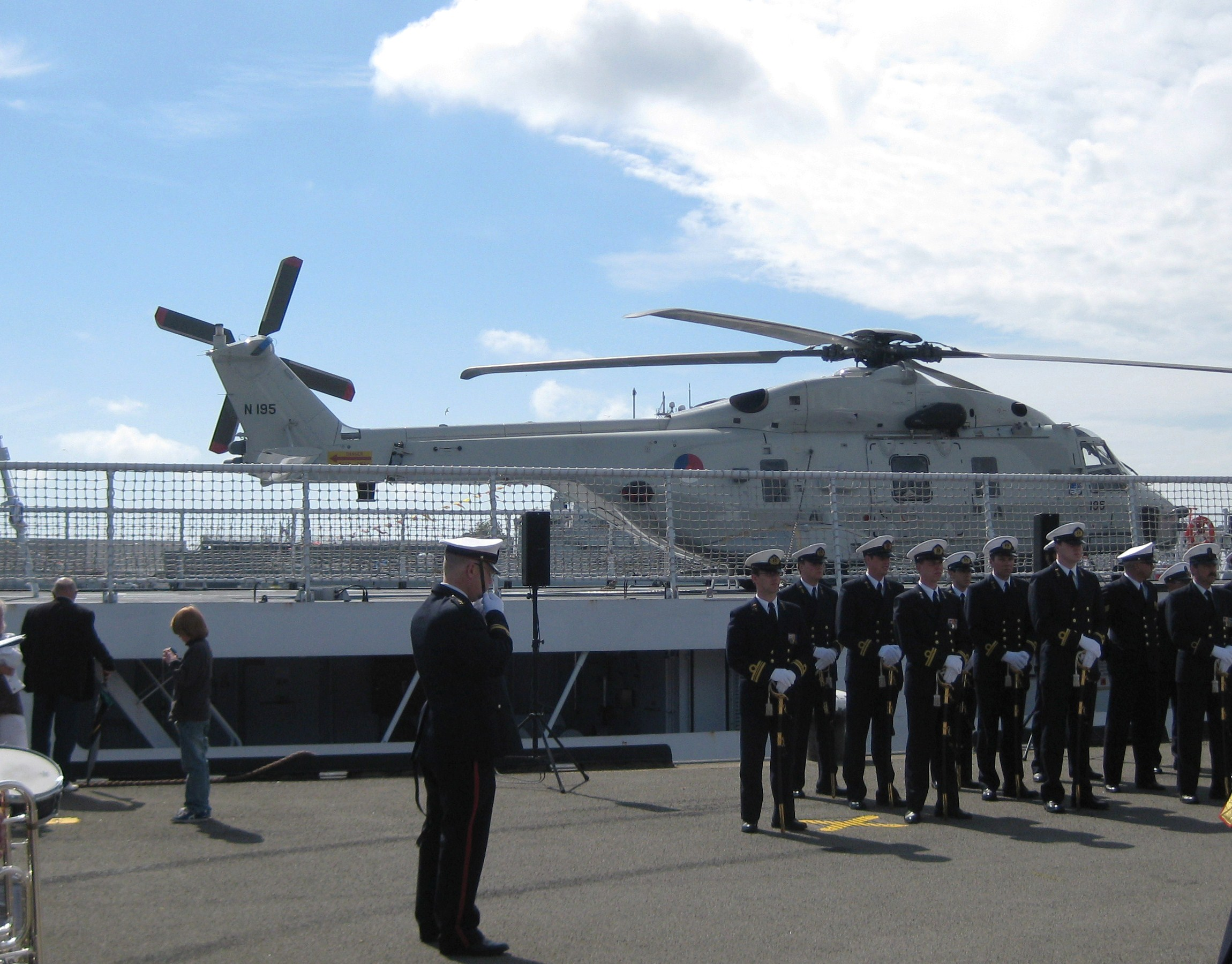
Eingeschiffter NH90 aus De Kooy, 2012

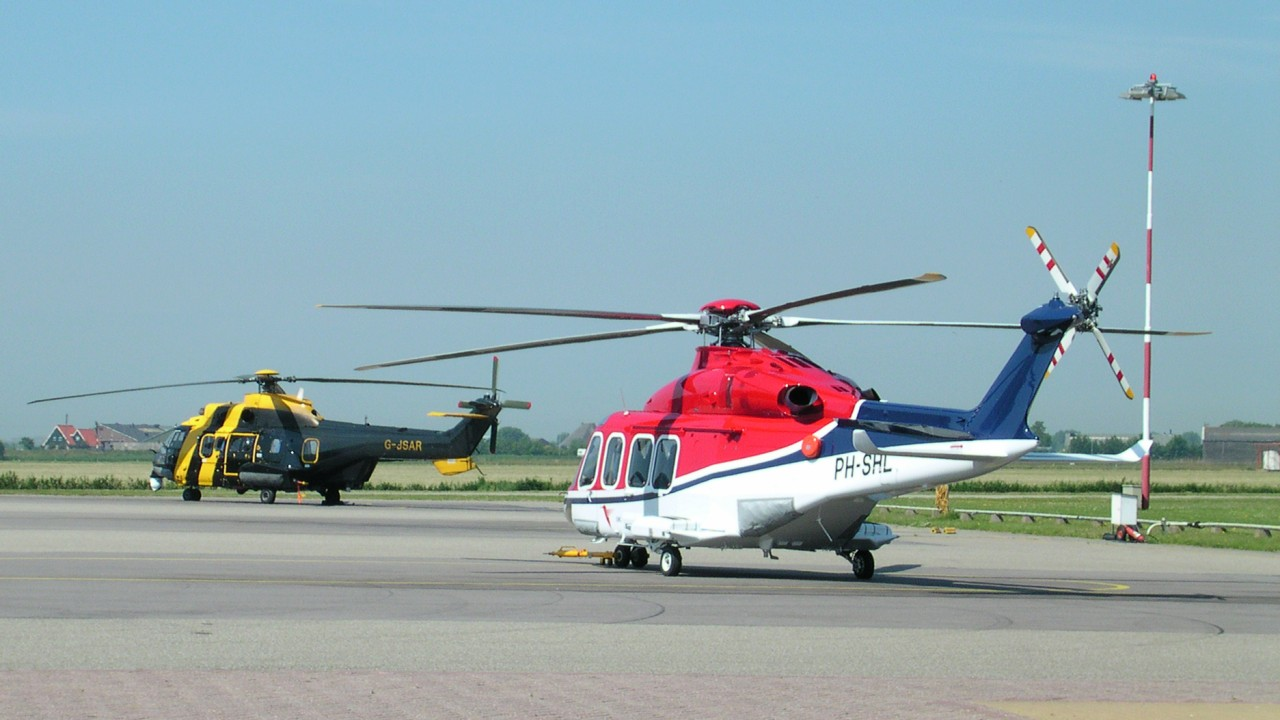
Zivile Helikopter auf dem Flugfeld

Während des Zweiten Weltkriegs war der Flughafen von 1940 bis 1944 durch deutsches Militär besetzt.
In den späten 1940er Jahren wurde der Flugplatz wiederhergestellt und reaktiviert. Seit den 1950er Jahren dient er vorwiegend als Stationierungsort von Hubschraubern. 
Die zivile Mitbenutzung begann in den 1980er Jahren, hauptsächlich zur Versorgung der Ölindustrie.
Die 334. Staffel der Koninklijke Luchtmacht betrieb bis 2022 von hier die Dornier 228 im Einsatz der Nederlandse Kustwacht. Deren Nachfolger auf Basis der Dash 8 werden von einem zivilen Konsortium betrieben.

## Militärische Nutzung
De Kooy ist die Heimat der Bordhubschrauber der Koninklijke Marine, die bis 2012 die Lynx in zwei Staffeln, der 7. und 860. Squadron flog.
Die erste von 12 NH90 (NFH) traf im Mai 2010 bei der 860. Squadron ein. Die 860. ist die Einsatzstaffel, später begann auch der NH90-Flugbetrieb bei der 7., deren Aufgabe die Weiterentwicklung und Schulung sind.

## Zivile Nutzung
Der Flughafen von Den Helder hat sich in den vergangenen Jahren zu einem der größten Heliports in den Niederlanden entwickelt. Arbeiter und dringend benötigte Frachten wie Ersatzteile oder Arzneimittel werden zu den Bohrinseln und Förderplattformen der Nordsee hin- und zurückgeflogen.
Außerdem wird der Flughafen noch von der Niederländischen Marine, verschiedenen Flugschulen, einem Unternehmen für Luftaufnahmen und für regelmäßige Flüge zu den westfriesischen Inseln, insbesondere Texel benutzt.